# Ohr
Ohr (אור; romaniz.: Or, plural אורות; Orot); é uma das principais metáforas cabalística, que usa à Luz como um código para; à energia, força de Deus, que no conceito cabalístico preenchem toda a realidade, descreve o fluxo que preenche toda a Criação, através de uma linha fina de Luz (קו= Kav) no espaço vazio (חלל= halal), num processo que ocorre após o Tzimtzum. Esse fluxo energético infinito, emanou às Sefirot e as preenche com seus atributos, isso apenas na perspectiva da criação, a partir do criado, pois como a Bíblia declara em Malaquias 3:6; Pois Eu, o Eterno, não mudei.
A partir do conceito de Luz e Vaso (Ohr e Kli), Ohr Yashar e Ohr Hozer (Luz direta e Luz refletida), Ohr Makif e Ohr Pnimi  (Luz circundante e Luz interna), numa tentativa de responder as críticas do rabinato, ao fato da Cabalá possuir conceitos muito próximos, ao antropomorfismo olimpiano, um dos mais proeminentes nessa responsa foi o ARIz"l e consequentemente o ramo da Cabalá que leva seu nome à Cabalá Luriânica, no Hassidismo usa-se muito desses conceito na filosofia Hassídica. Baal HaSulam considerado o último grande interprete da Cabalá Luriânica, observa que:

Tenha em mente que toda a sabedoria da Cabala é fundada em assuntos espirituais que não ocupam tempo ou espaço. Eles não estão sujeitos a mudança ou ausência e todas as mudanças que são faladas nesta sabedoria não implicam que a primeira forma se torne ausente e seja substituída por uma forma diferente. Baal HaSulam; TES; parte 1.

## Visão geral

### Ohr Ein Sof- Luz Sem Limite
O Ein Sof é o termo Cabalístico para Deus, no conceito cabalista, Ohr Elion simples (Luz Superior, também. Ohr Ein Sof) é usada para representar toda a realidade preenchida apenas por Ein Sof. Os cabalistas diferenciaram metaforicamente as manifestações de Deus como sendo luzes. Essa diferença superou à crítica, "introduzindo pluralidade no monoteísmo do judaísmo," do rabinato. Os textos primários; tomam muito cuidado ao enfatizar essa diferença, e advertem contra antropomorfizar as descrições sutis da Cabalá em termos humanos. Para evitar tais heresias, a transmissão histórica da Cabalá era tradicionalmente restrita ao ensino direto em círculos fechados.

### Tzimtzum - Constrição
Como à Ohr Ein Sof é o infinito absoluto, ele não poderia criar os Mundos diretamente. Na concepção cabalística às criações diretas da Ohr Ein Sof seriam absorvida instantaneamente pela mesma, para esse fato a cabala dá o nome de cancelamento (בִּיטּוּל= bitul). Através da restrição (Tzimtzum) é que as Sefirot e a descendente Cadeia de progressão dos mundos (Seder hishtalshelus) puderam desdobrar-se. 

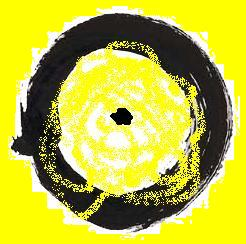
Tzimtzum Alef

#### Tzimtzum Alef e Tzimtzum bet

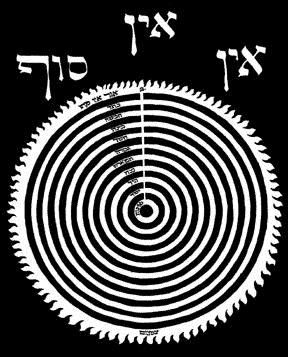
As 10 emanações (Sefirot)

O Tzimtzum Alef restringindo à Luz, em seguida à Luz se retira do Tzimtzum Alef, fazendo com que no Tzimtzum Alef forme um espaço vazio Halal (חלל פנוי= panui halal), agora, Ein Sof envia uma fina luz (Kav), a partir dessa Luz fina dá-se início a uma série de restrições, progressivamente diminuindo a intensidade da Luz, essa linha fina chega até Malkut a décima Sefirá tão sutil que é como se ela não existisse (uma faísca de Luz).

Na Cabalá de Isaac Luria (na Cabalá Luriânica), Tzimtzum Alef é exclusivamente a primeira restrição, às seguintes independente dos números são consideradas sempre como Tzimtzum Bet. Neste conceito de Luria, baseado em alusões anteriores do Zohar, o Tzimtzum ocultava à Ohr Ein Sof, que resolvia a dicotomia entre a Luz Infinita e a possibilidade de Criar mundos finitos, não fosse essa série de restrições, mesmo com as progressivas e graduais ocultações da Corrente dos Mundos, o problema não seria devidamente sanado. Foi só com o conceito de luz fina que brilhou no espaço vaziou, adaptada, para que à Criação possa vir há existir e consequentemente subsistir. 

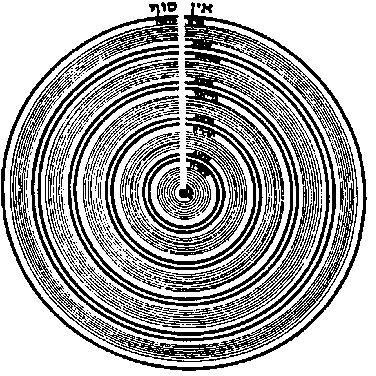
Adam Kadmon e os Quatro Mundos, cada mundo contendo 10 Sefirot.

Podendo assim, relacionar-se com a criação finita (imanência divina), ao invés da luz primordial infinita (transcendência divina). Interpretações disso na Cabalá e na filosofia Hassídica, evitam entendimentos geométricos, espaciais e literais do Halal e do Kav. Os diagramas são estritamente metafóricos, são usadas na Cabalá como representações ilustrativas do processo evolutivos, denominado Pensamento da Criação. Nesta representação metafórica de Cinco Mundos sucessivos, onde cada um contendo 10 Sefirot, é representado na imagem das 10 emanações, como uma série de círculos concêntricos. A cadeia descendente de Mundos procede no diagrama em direção ao centro do círculo, representando nosso reino físico mais baixo (Veja: Quatro Mundos). Cada mundo representado por um círculo concêntrico, a intensidade ou percepção da Divindade é cada vez menor, mas, note que Kav ainda é mostrada conectada ao exterior (Ein Sof) até o centro (Assiyá), já que a luz da Kav é a origem de toda a Criação após o Tzimtzum, apesar de sua luz sofrer inúmeras restrições, em direção ao centro do círculo.

### Ohr (Deus) e Kli (Criação)
As Dez Sefirot na cabalá, descrevem as emanações ou atributos de Deus. Sendo Ein Sof a essência divina incognoscível (Atzmut), as emanações das Sefirot (atributos) permitem que a Criação conheça Deus, revelam Sua santidade, elas são os canais dos quais toda a Criação é continuamente nutrida, a Criação é contínua e Deus é a única Verdade (existência). Na Corrente de Progressão dos Mundos descendentes, desde Adam Kadmon até o nosso reino físico encontrado em Assiyá; diz-se que cada Vaso (כלי= Kli; plural: כלים= Kelim - em hebraico existem apenas dois significados para essa palavra; recipiente ou ferramenta) é um desejo por preenchimento e as Luz (olam; pl. Orot) são os atributos que preenche esses desejos, ou seja, Kli é a Criação e Ohr é Deus. No misticismo judaico, tipicamente, essas narrativas recebem interpretações metafísicas, que relacionam kli com o seu significado cabalístico; desejo de receber. Na filosofia hassídica, os níveis pluripartidos do significado são vistos como unindo-se numa fonte essencial superior de explicação que descreve a Divindade.

## ARI
Este é o texto que deu origem a todo o desenvolvimento do conceito de Luz (Ohr) e Baal HaSulam dedicou anos da sua vida na sua interpretação no trabalho; O Estudo das Dez Sefirot (TES), junto ao Comentário Escada uma tradução do aramaico para o hebraico do Zohar; são os trabalhos cabalistas  importantes na disseminação da Cabalá judaica moderna, para todos.
Eis que antes das emanações serem emanadas e as criaturas criadas, Luz Simples Superior havia preenchido toda a existência.

E não havia vazio, tal como uma atmosfera vazia, um vácuo ou um fosso, pois, tudo era preenchido pela luz simples e ilimitada.
E não havia tal parte como cabeça, ou fim, Pois, tudo era Um, Luz Simples, equilibrada igual e uniformemente E foi chamada Luz Sem Fim.
E quando sob a Sua simples vontade veio o desejo de criar o mundo e emanar as emanações, Para trazer à luz a perfeição das Suas ações, Seus nomes, Suas apelações, que foram a causa da criação dos mundos, Ele então restringiu-se a si mesmo, no meio, Precisamente no centro, Ele restringiu a luz.
E a luz partiu para longe para o que rodeia aquele ponto central.
E lá permaneceu um espaço vazio, um vácuo Circulando o ponto central.
E a restrição foi uniforme À volta do ponto vazio, Para que o espaço circulasse uniformemente à sua volta.
Ali, depois da restrição, Tendo formado um vácuo e um espaço Precisamente no meio da luz sem fim, Um lugar foi formado, Onde o emanado e o criado possam residir.
Então da Luz Sem Fim uma única linha desceu, Abaixo até àquele espaço.
E através daquela linha, Ele emanou, criou, formou e Fez todos os mundos.

Antes que estes quatro mundos viessem a ser Havia um infinito, um nome, em maravilhosa, oculta união, E mesmo nos anjos mais próximos a Ele Não havia força ou realização no Sem Fim E não há mente que O possa percepcionar, Pois ele não tem lugar, limite ou nome.— Rabbi Isaac Luria (O Sagrado Ari) Poema - Árvore da Vida. Parte Um, Portal Um